# Kanton Vaour
Der Kanton Vaour war bis 2015 ein französischer Wahlkreis im Arrondissement Albi, im Département Tarn und in der Region Midi-Pyrénées. Hauptort war Vaour. Vertreter im Generalrat des Départements war zuletzt von 2008 bis 2015 Georges Bousquet (PS).
Der Kanton war 135,65 Quadratkilometer groß und hatte 1517 Einwohner. Im Mittel lag er 459 Meter über Normalnull, zwischen 180 und 602 Meter. 

## Gemeinden
Der Kanton bestand aus neun Gemeinden:
| Gemeinde            | Einwohner Jahr | Fläche km² | Bevölkerungsdichte | Code INSEE | Postleitzahl |
| ------------------- | -------------- | ---------- | ------------------ | ---------- | ------------ |
| Itzac               | 147 (2013)     | –          | – Einw./km²        | 81108      | 81170        |
| Marnaves            | 76 (2013)      | –          | – Einw./km²        | 81154      | 81170        |
| Milhars             | 233 (2013)     | –          | – Einw./km²        | 81165      | 81170        |
| Montrosier          | 27 (2013)      | –          | – Einw./km²        | 81184      | 81170        |
| Penne               | 578 (2013)     | –          | – Einw./km²        | 81206      | 81140        |
| Le Riols            | 114 (2013)     | –          | – Einw./km²        | 81224      | 81170        |
| Roussayrolles       | 74 (2013)      | –          | – Einw./km²        | 81234      | 81140        |
| Saint-Michel-de-Vax | 63 (2013)      | –          | – Einw./km²        | 81265      | 81140        |
| Vaour               | 363 (2013)     | –          | – Einw./km²        | 81309      | 81140        |